# Dombrovány
Dombrovány település Romániában, Bihar megyében.

## Fekvése
Dombrovány a megye délkeleti részén, Belényestől északkeletre található.

## Története
A települést először 1588-ban említették Ligetfw (Ligetfő) néven, de 1600-ban már a Dombrovány megnevezés alatt szerepel. Egy 1851-es összeírás idején 540 ortodox román lakosa volt, a falu pedig a váradi görögkatolikus püspökség birtokát képezte.
A trianoni békeszerződésig Bihar vármegye belényesi járásához tartozott. A második bécsi döntés nem érintette, de a magyar honvédség 1944 szeptemberében néhány hétre fegyveres erővel visszafoglalta a románoktól.
A falu fő nevezetessége az Krisztus színeváltozása tiszteletére felszentelt fatemplom, melyet 1777-ben szenteltek fel.

## Lakossága
1910-ben 314 lakosából 305 román, 9 magyar volt.
2002-ben 333 román lakosa volt.
| Lakosok száma | 314  | 333  | 267  | 249  |
|               | 1910 | 2002 | 2011 | 2021 |